# Perotis acanthoneuron
Perotis acanthoneuron är en gräsart som beskrevs av Thomas Arthur Cope. Perotis acanthoneuron ingår i släktet Perotis och familjen gräs. Inga underarter finns listade i Catalogue of Life.